# Texas (film)
Texas is een Amerikaanse westernfilm uit 1941 onder regie van George Marshall, met in de hoofdrollen William Holden, Glenn Ford en Claire Trevor. 
Texas was een vroege film voor zowel Holden (zijn zevende gecrediteerde optreden) als Ford (zijn negende). De film was ontworpen door Columbia Pictures als een vervolg, hoewel geen directe opvolger, op de film Arizona van het voorgaande jaar, die ook Holden als hoofdrolspeler had.

## Verhaal
Twee geconfedereerde veteranen, platzak en dakloos, zijn op weg naar Texas om een nieuw leven te beginnen. Na komische avonturen waarbij ze in en uit de problemen raken, en proberen genoeg geld te verdienen om Texas te bereiken, zijn ze getuige van een overval op een postkoets. Ze overmeesteren de bandieten en nemen het gestolen geld terug. Dan ontstaat er een meningsverschil; de "goede" Tod Ramsey (Glenn Ford) wil het geld teruggeven, terwijl de "slechte" Dan Thomas (William Holden) het wil houden. Uiteindelijk wint het goede, en zijn beiden vrij van verdenking.
Tod krijgt een baan bij de grootste lokale veehouder, die een mooie en sympathieke dochter heeft, "Mike" King (Claire Trevor). Dan raakt betrokken bij een ander soort werk – voor een rancher die gespecialiseerd is in vee diefstal. Beiden worden aangetrokken door de mooie jonge vrouw, en de strijd tussen goed en kwaad gaat door. Het draait om het veilig verplaatsen van het vee van de vallei naar het spoor bij Abilene, ondanks de veedieven.
Dan wordt ten onrechte beschuldigd van een aanslag op Tod. Tijdens zijn poging om aan de boze menigte te ontsnappen, schiet hij de mannen dood die achter de aanslag zaten, maar hij wordt zelf neergeschoten door de tweede man, Doc Thorpe, die tevens de tandarts van de stad is. Tod arriveert net nadat Doc Thorpe en Dan elkaar hebben neergeschoten. Hij sluit de deur om Mike het zicht op Dan's lichaam te besparen. Uiteindelijk gaan Tod en Mike samen door met het hoeden van vee, terwijl ze hand in hand rijden.

## Rolverdeling
- William Holden als Dan Thomas
- Glenn Ford als Tod Ramsey
- Claire Trevor als 'Mike' King
- George Bancroft als Windy Miller
- Edgar Buchanan als Buford "Doc" Thorpe
- Don Beddoe als Sheriff
- Andrew Tombes als Tennessee
- Addison Richards als Matt Lashan
- Edmund MacDonald als Comstock
- Joseph Crehan als Rancher Dusty King
- Willard Robertson als Rancher Wilson
- Pat Moriarity als Rancher Matthews
- Edmund Cobb als Rancher Blaire

## Ontvangst
Recensent van Het Parool noemde Texas "een zeer fikse, onderhoudende western".